# Denk

Denks partilogga.

Denk (nederländska för "tänk" och turkiska för "jämlikhet") är ett politiskt parti i Nederländerna, bildat 2014 av två avhoppade parlamentsledamöter från Socialdemokraterna. 
De två, Tunahan Kuzu and Selçuk Öztürk, är av turkisk börd och partiet har beskrivit sig som ett parti för migranter och att de vill arbeta för ett tolerant och solidariskt samhälle. I parlamentsvalet i Nederländerna 2017 tog partiet tre mandat som de också lyckades behålla i nästkommande parlamentsval 2021. 